# 圣米歇尔德普莱朗
圣米歇尔德普莱朗（法語：Saint-Michel-de-Plélan，法語發音：[sɛ̃ miʃɛl də plelɑ̃]，意为“普莱朗的圣米歇尔”）是法国阿摩尔滨海省的一个市镇，位于该省东部，属于迪南区。

## 地理
圣米歇尔德普莱朗（48°27'58"N, 2°12'55"W）面积7.24 平方千米，位于法国布列塔尼大區阿摩尔滨海省，该省份为法国西北部沿海省份，位于布列塔尼半岛北部，北濒大西洋英吉利海峡，西接菲尼斯泰尔省，南至莫尔比昂省，东临伊勒-维莱讷省。
与圣米歇尔德普莱朗接壤的市镇（或旧市镇、城区）包括：科尔瑟勒、小普莱朗、圣莫代、圣梅卢瓦代布瓦。
圣米歇尔德普莱朗的时区为UTC+01:00、UTC+02:00（夏令时）。

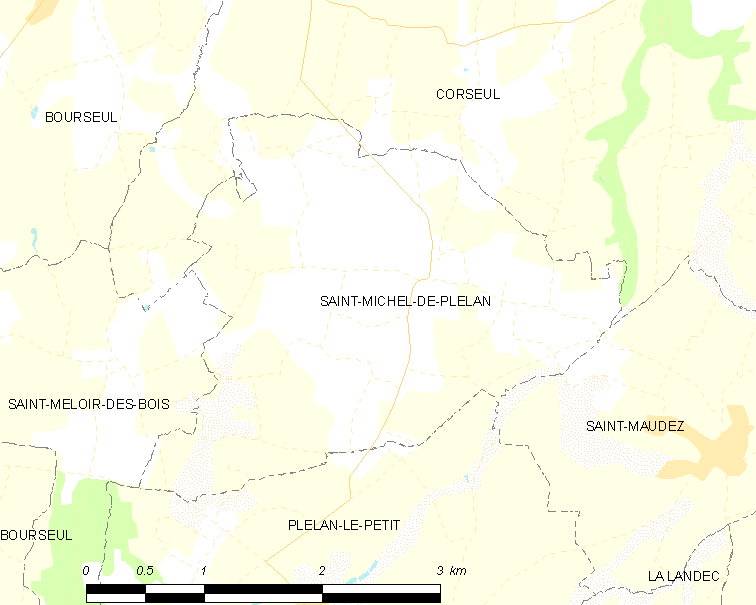
圣米歇尔德普莱朗的OSM定位图

## 行政
圣米歇尔德普莱朗的邮政编码为22980，INSEE市镇编码为22318。

## 政治
圣米歇尔德普莱朗所属的省级选区为普朗科埃特县。

## 人口

1962-2008年间圣米歇尔德普莱朗人口变化图示

圣米歇尔德普莱朗于2022年1月1日时的人口数量为320人。